# Tafferner Béla
Tafferner Béla (Esztergom, 1850. március 5. – Lugos?, 1919 és 1928 között) főreáliskolai tanár, középiskolai igazgató, állatvédelmi író.

## Életpályája
Esztergomban járt reáliskolába, ám szülei vagyonilag elszegényedtek, emiatt tanulmányait sok küzdés és nélkülözés közt előbb magánúton, később az esztergomi reáliskolában befejezte. Budapestre került, de szűk anyagi viszonyai közt tanulását itt nem folytathatta, így tehát az esztergomi tanárképzőbe ment, és tanító, majd három évig nevelő lett. Egyidejűleg továbbképezte magát. 1872-ben Győrbe került, ahol a reáliskolában a rajz és mértan segédtanára lett, és az ipariskolában a rajztanítást is rábízták. 1873. április 1-jén a sümegi reáliskolához helyettes tanárnak neveztetett ki. Három év múlva a budapesti magyar királyi országos mintarajztanoda és rajztanárképzőben tanárképesítő vizsgát tett, és 1876-ban rendes tanár lett. 1885-ben a lugosi királyi katolikus főgimnáziumba tették át rajztanárnak. 1906-ban nyugalomba vonulása alkalmával középiskolai igazgató címet nyert. Lugoson 1906-ban alakította meg a Krassószöreny-megyei Állatvédő Egyesületet. Különösen élénk volt madárvédelmi tevékenysége. Egyes madárfajtákról értekezéseket írt és előadásokat tartott. Utolsó híradása 1919 januárjában volt, keservesen panaszkodott a háborús viszonyok miatt.

## Munkássága
Tanulmányai és irodalmi működése a műipar és a gyakorlati esztétika körébe vágnak. Cikkei a sümegi reáliskola Értesítőjében (1874. A rajzolás jelentősége); az Esztergom és Vidékében (1885. 43. sz. A színérzék nevelésének fontossága); a Krassó-Szörényi Lapokban (VIII. évf. Konstantinápoly néhány nevezetes műemléke, 1886. A virágok és azok szerepe a női öltözetben, A nők hajviselete és fejdíszítése, A hölgyek ruházatáról, 1887. A magyar iparról, A házi iparról, A szövő- és hímző-iparról); írt még a Közoktatásba (IV. évf.).

## Főbb művei
- Színstyl és színharmónia... Budapest, 1885. Hat műmelléklettel.
- A hölgyek toilettejéről... Lugos, 1887.
- Tanulmányok az ipar- és műipar köréből. Lugos, 1887.
- A művészeti oktatás középiskoláinkban. Budapest, 1899. (Különnyomat az Országos Tanáregylet Közlönyéből).
- A Laokoon-csoport. Lugos, 1899. (Különnyomat a lugosi állami főgymnasium Értesítőjéből. Ism. Egyet. Philol. Közlöny 1906).
- A magyar diszítő stylről s annak jövőjéről. Temesvár, 1908. (Az Arany János Társaság könyvei VI. k.).